# Chiesino di Cavagliano
Il chiesino di Cavagliano è un luogo di culto cattolico situato nel territorio comunale di Prato, sulle pendici meridionali della Calvana a 468 metri s.l.m., tra le frazioni di Filettole e di Cavagliano.

## Storia e descrizione
L'edificio religioso è situato lungo la via medievale di Cavagliano; in epoca duecentesca era già presente un'area di sosta per la preghiera per i pellegrini e i viandanti che percorrevano l'antica via medievale. Una ristrutturazione dell'edificio con profonde modifiche venne effettuata in epoca settecentesca. Il chiesino venne gravemente danneggiato durante la seconda guerra mondiale e in seguito abbandonato, tanto da trovarsi allo stato di rudere all'inizio degli anni 1980. Successivamente vennero effettuati lavori di ristrutturazione che hanno permesso il recupero dello storico edificio religioso; i lavori di restauro terminarono il 19 maggio 1985.
Il chiesino si presenta come una isolata cappella ad aula unica con strutture murarie rivestite in pietra. Vi si accede attraverso una porta ad arco sovrastata da un timpano, la cui base poggia sulla parte anteriore del tetto. Su ciascuna delle due facciate laterali si apre una monofora con arco a sesto acuto.
Presso la piccola chiesa, dal 1986 ogni anno in occasione della vigilia di Natale vi si tiene una fiaccolata seguita dalla messa di mezzanotte.